# Stephen R. L. Clark
Stephen Richard Lyster Clark, född 30 oktober 1945 i Luton, är en brittisk filosof. 
Clark har i sina böcker framförallt fokuserat på tre områden: religionsfilosofi, djurs moraliska status (djurrätt) samt politisk filosofi. Clark är för närvarande professor i filosofi vid University of Liverpool. 

## Publiceringar
- Aristotle's Man (Oxford University Press, 1975)
- The Moral Status of Animals (OUP, 1977)
- The Nature of the Beast (OUP, 1982)
- From Athens to Jerusalem (OUP, 1984)
- The Mysteries of Religion (Blackwell, 1986)
- (ed.) Berkeley: Money, Obedience and Affection (Garland Press, 1989)
- Civil Peace and Sacred Order (OUP, 1989)
- A Parliament of Souls (OUP, 1990)
- God’s World and the Great Awakening (OUP, 1991)
- How to Think about the Earth (Mowbrays, 1993)
- How to Live Forever (Routledge, 1995)
- Animals and their Moral Standing (Routledge, 1997)
- God, Religion and Reality (SPCK, 1998)
- The Political Animal (Routledge, 1999)
- Biology and Christian Ethics (Cambridge University Press, 2000)
- G.K. Chesterton: Thinking Backward, Looking Forward (Templeton, 2006)

### Webbkällor
- Dombrowski, D.A. Not Even a Sparrow Falls: The Philosophy of Stephen R. L. Clark, Michigan State University Press , 2000. ISBN 0-87013-549-X
- Stephen Clark's webbplats, University of Liverpool
- Clark's C.V.
- Stephen R. L. Clark, utvalda texter om djurrätt
- "Not Even a Sparrow Falls: The Philosophy of Stephen R. L. Clark"
- Biography
- "On the side of the animals"